# 塙保己一記念館
塙保己一記念館（はなわほきいちきねんかん）は、埼玉県本庄市にある記念館。

## 概要
本庄市出身の国学者、塙保己一に関する記念館。資料の一部は埼玉県指定文化財となっている。雉岡城（八幡山446）内にて開館し、2015年にアスピアこだま内に移転開館した。

## 沿革
- 1967年（昭和42年） - 雉岡城内にて開館。
- 2015年（平成27年）7月4日 - アスピアこだま内に移転し、リニューアル開館[2]。

## 所在地
- 埼玉県本庄市児玉町八幡山368番地 アスピアこだま内